# مؤسسه ملی بهداشت کودکان و توسعه انسانی

موسسه ملی بهداشت کودکان و توسعه انسانی ایالات متحده آمریکا (به انگلیسی: National Institute of Child Health and Human Development) مشهور به NICHD، یکی از اعضای موسسات ملی بهداشت ایالات متحده آمریکا (مشهور به NIH) می‌باشد. 
وظیفه این مرکز فدرال رهبری و نظارت بر تحقیقات علوم و فناوری در حیطه طب اطفال و علوم وابسته به آن می‌باشد. 
دفاتر این موسسه که در سال ۱۹۶۲ تأسیس شد در جنوب ایالت مریلند واقع گردیده است.

## جستارهای مربوط
- انجمن قلب آمریکا

## وب‌گاه رسمی
- وبگاه رسمی